# Phaegorista agaristoides
Phaegorista agaristoides là một loài bướm đêm trong họ Erebidae.